# Sachiko Hidari
Sachiko Hidari (左幸子, Hidari Sachiko), née le 29 juin 1930 à Toyama et morte le 7 novembre 2001 à Tokyo, est une actrice et réalisatrice japonaise. 

## Biographie
Sachiko Hidari a été pendant 28 ans, de 1959 à 1987, l'épouse du réalisateur Susumu Hani.
Elle a réalisé deux films et a tourné dans près de cent films entre 1952 et 1991.

## Filmographie partielle

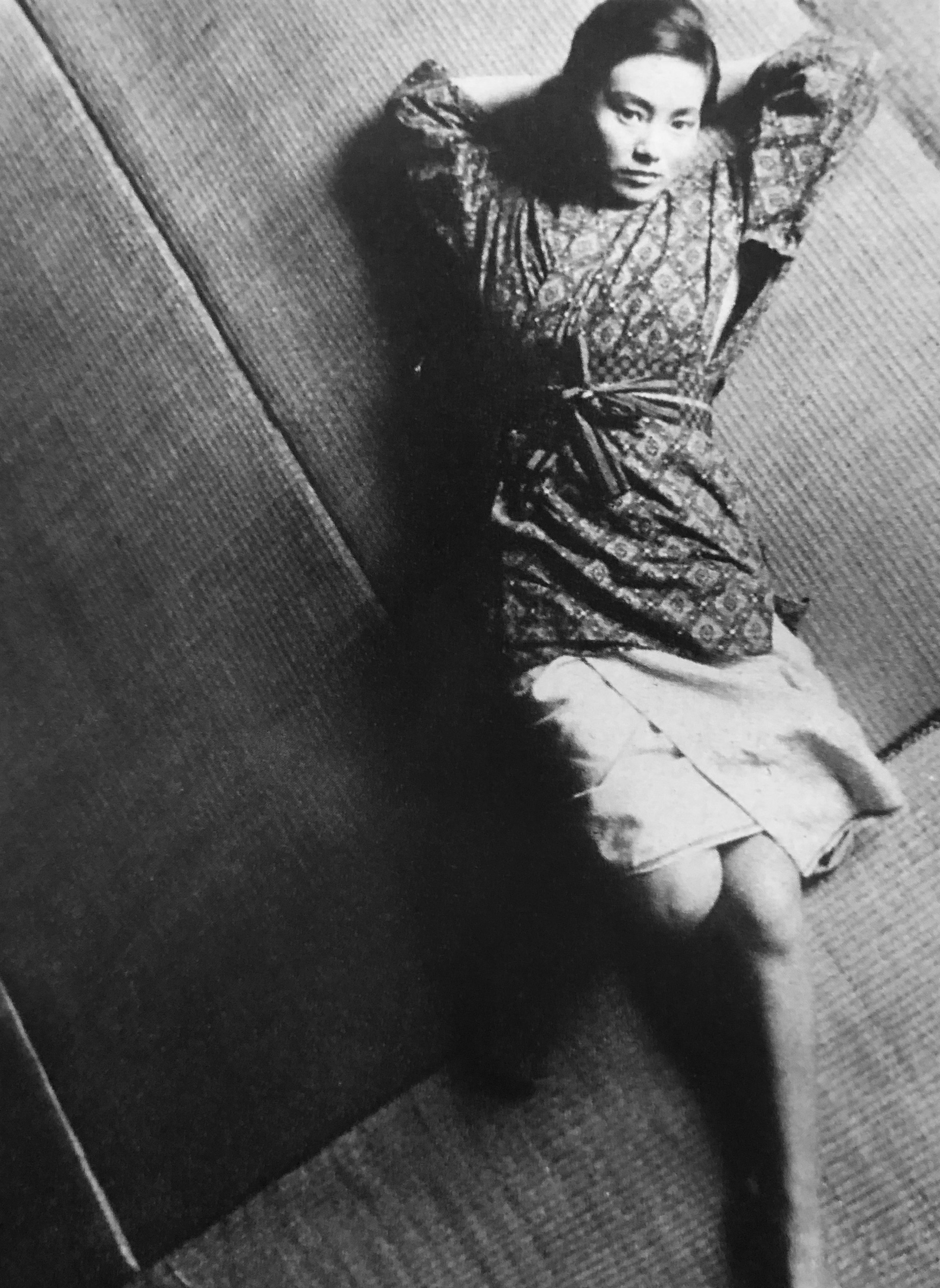
Sachiko Hidari dans La Femme insecte (1963).

### Actrice
- 1953 : Shishun no Izumi (思春の泉?) de Nobuo Nakagawa : Moyoko
- 1954 : Une auberge à Osaka (大阪の宿, Osaka no yado?) de Heinosuke Gosho : Oyone
- 1954 : Wakaki Hi no takuboku: Kumo wa tensai de aru (若き日の啄木 雲は天才である?) de Nobuo Nakagawa : Ponta
- 1954 : Le Milliardaire (億万長者, Okuman choja?) de Kon Ichikawa : Asako
- 1954 : Le coq chante deux fois (鶏はふたゝび鳴く, Niwatori wa futatabi naku?) de Heinosuke Gosho
- 1955 : Ofukuro (おふくろ?) de Seiji Hisamatsu
- 1955 : Jochukko (女中ッ子?) de Tomotaka Tasaka
- 1955 : Aogashima no kodomotachi: Onna kyōshi no kiroku (青ヶ島の子供たち 女教師の記録?) de Nobuo Nakagawa : Setsuko Hirose
- 1955 : Un saut périlleux dans la vie (人生とんぼ返り, Jinsei tombo gaeri?) de Masahiro Makino
- 1956 : Fūsen (風船?) de Yūzō Kawashima : Ruiko Aso
- 1956 : Kamisaka Shirō no hanzai (神阪四郎の犯罪?) de Seiji Hisamatsu
- 1956 : Ombres en plein jour (真昼の暗黒, Mahiru no ankoku?) de Tadashi Imai : Kaneko Nagai
- 1956 : Tokyo no hito (東京の人 前後篇?) de Katsumi Nishikawa : Asako Shirai
- 1957 : Shiawase wa oira no negai (倖せは俺等のねがい?) de Jūkichi Uno : Yuriko Nishitani
- 1957 : Chronique du soleil à la fin de l'ère Edo (幕末太陽伝, Bakumatsu taiyo-den?) de Yūzō Kawashima : Oyone, une geisha
- 1957 : Tentations (誘惑, Yūwaku?) de Kō Nakahira : Hideko Sugimoto
- 1957 : Kunin no shikeishū (九人の死刑囚?) de Takumi Furukawa : Minako Yoshinaga
- 1957 : Courant chaud (暖流, Danryu?) de Yasuzō Masumura : Gin Ishido
- 1958 : Shundeini (春泥尼?) de Yutaka Abe : Shunkyōni
- 1958 : Le printemps a manqué son pas (踏みはずした春, Fumihazushita haru?) de Seijun Suzuki : Keiko Midorikawa
- 1958 : Gomen asobase hanamuko sensei (ごめん遊ばせ花婿先生?) de Shigeo Tanaka : Suzuko Suzunoya
- 1958 : L'Homme au milieu du brouillard (霧の中の男, Kiri naka no otoko?) de Koreyoshi Kurahara
- 1959 : Le Chant du chariot (荷車の歌, Niguruma no uta?) de Satsuo Yamamoto : Otoyo
- 1959 : Débordements (氾濫, Hanran?) de Yasuzō Masumura : Sachiko Nishiyama
- 1959 : Senbazuru hichō (千羽鶴秘帖?) de Kenji  Misumi : Otaki
- 1960 : Testaments de femmes ((女経, Jokyō?) de Yasuzō Masumura, Kon Ichikawa et Kōzaburō Yoshimura : Satsuki
- 1961 : Onna no tsurihashi (女のつり橋?) de Keigo Kimura : Ogin
- 1962 : Ao beka monogatari (青べか物語?) de Yūzō Kawashima : Osei
- 1963 : Haikei tenno heika sama (拝啓天皇陛下様?) de Yoshitarō Nomura : Mme Munemoto
- 1963 : Elle et lui (彼女と彼, Kanojo to kare?) de Susumu Hani : Naoko Ishikawa
- 1963 : La Femme insecte (にっぽん昆虫記, Nippon konchūki?) de Shōhei Imamura : Tome Matsuki
- 1964 : Le Camélia à cinq pétales (五瓣の椿, Goben no tsubaki?) de Yoshitarō Nomura : Osono
- 1965 : Le Détroit de la faim (飢餓海峡, Kiga kaikyō?) de Tomu Uchida : Yae Sugito
- 1966 : La Fiancée des Andes (アンデスの花嫁, Andesu no hananyome?) de Susumu Hani : Tamiko
- 1966 : Maman et ses onze enfants (かあちゃんと１１人の子ども, Kaachan to juichi-nin no kodomo?) de Heinosuke Gosho : Tora Yoshida
- 1967 : Haru biyori (春日和?) de Hideo Ōba
- 1967 : Onna no isshō (女の一生?) de Yoshitarō Nomura
- 1968 : Le Théâtre de la vie : Hishakaku et Kiratsune (人生劇場　飛車角と吉良常, Jinsei gekijō: Hishakaku to Kiratsune?) de Tomu Uchida
- 1972 : Sous les drapeaux, l'enfer (軍旗はためく下に, Gunki hatameku moto ni?) de Kinji Fukasaku : Sakie
- 1977 : Un chemin lointain (遠い一本の道, Toi ippon no michi?), réalisé par elle-même
- 1978 : Double suicide à Sonezaki (曽根崎心中, Sonezaki shinju?) de Yasuzō Masumura : Osai
- 1985 : Mishima (Mishima: A Life in Four Chapters) de Paul Schrader : la mère d'Osamu

### Réalisatrice
- 1971 : Faire l'amour : De la pilule à l'ordinateur : film à sketchs co-réalisé avec Jean-Gabriel Albicocco, Thomas Fantl et Gunnar Höglund
- 1977 : Un chemin lointain (遠い一本の道, Toi ippon no michi?)[2]

## Distinctions

### Récompenses
- 1956 : prix du film Mainichi du meilleur second rôle féminin pour Ofukuro et Un saut périlleux dans la vie[3]
- 1964 : Ours d'argent de la meilleure actrice à la Berlinade pour Elle et lui et La Femme insecte[4]
- 1964 : prix du film Mainichi de la meilleure actrice pour Elle et lui et La Femme insecte[5]
- 1964 : prix Kinema Junpō de la meilleure actrice pour Elle et lui et La Femme insecte[6]
- 1964 : prix Blue Ribbon de la meilleure actrice pour Elle et lui et La Femme insecte[7]
- 1966 : prix du film Mainichi de la meilleure actrice pour Le Détroit de la faim[8]
- 1968 : prix du film Mainichi du meilleur second rôle féminin pour Onna no isshō et Haru biyori[9]
- 2002 : prix spécial du film Mainichi pour l'ensemble de sa carrière[10]

### Sélections et nominations
- 1978 : en compétition pour l'Ours d'or avec Un chemin lointain à la Berlinale
- 1979 : prix de la meilleure actrice dans un second rôle pour Double suicide à Sonezaki aux Japan Academy Prize[11].